# Alvarado (Minnesota)
Alvarado és una població dels Estats Units a l'estat de Minnesota. Segons el cens del 2000 tenia 371 habitants.

## Demografia
Segons el cens del 2000, Alvarado tenia 371 habitants, 145 habitatges, i 100 famílies. La densitat de població era de 682,1 habitants per km².
Dels 145 habitatges en un 36,6% hi vivien nens de menys de 18 anys, en un 62,8% hi vivien parelles casades, en un 5,5% dones solteres, i en un 31% no eren unitats familiars. En el 27,6% dels habitatges hi vivien persones soles el 14,5% de les quals corresponia a persones de 65 anys o més que vivien soles. El nombre mitjà de persones vivint en cada habitatge era de 2,56 i el nombre mitjà de persones que vivien en cada família era de 3,18.
Per edats la població es repartia de la següent manera: un 27,2% tenia menys de 18 anys, un 9,7% entre 18 i 24, un 29,1% entre 25 i 44, un 20,5% de 45 a 60 i un 13,5% 65 anys o més.
L'edat mediana era de 36 anys. Per cada 100 dones de 18 o més anys hi havia 94,2 homes.
La renda mediana per habitatge era de 40.625 $ i la renda mediana per família de 49.167 $. Els homes tenien una renda mediana de 32.083 $ mentre que les dones 19.688 $. La renda per capita de la població era de 16.015 $. Entorn del 2,2% de les famílies i el 4,7% de la població estaven per davall del llindar de pobresa.

## Poblacions més properes
El següent diagrama mostra les poblacions més properes.